# Stazione di Crema
La stazione di Crema è una stazione ferroviaria posizionata lungo la linea Treviglio-Cremona all'interno della città di Crema.

## Storia

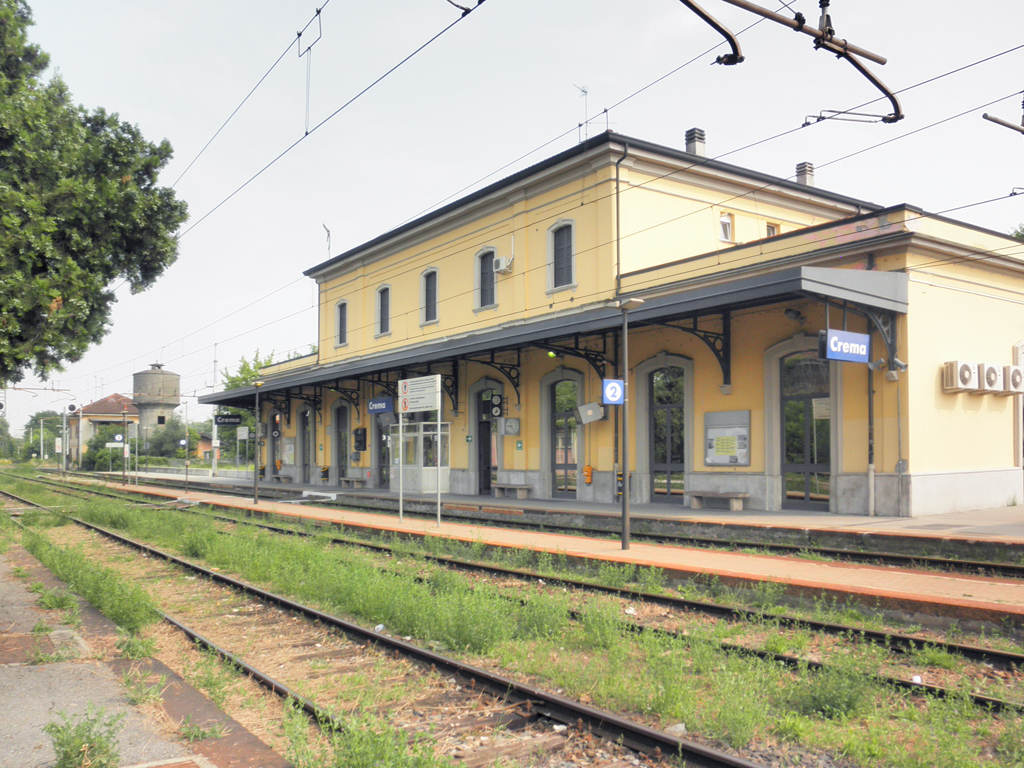
Il piazzale binari nel 2010

Il primo edificio fu realizzato contestualmente o poco dopo la costruzione della linea ferroviaria, nel 1863. Non ci è dato sapere come fosse, salvo il fatto che era in legno per un uso provvisorio.
Già dagli inizi degli anni Settanta del XIX secolo si avviava una trattativa tra le amministrazioni comunale e provinciale con la Società per le Ferrovie dell'Alta Italia, che in quel periodo gestiva la linea, affinché non solo fosse costruito un nuovo edificio, ma che esso fosse posizionato lontano dalla strada provinciale; infatti: "...trovandosi l'attuale stazione provvisoria alla distanza di soli 60 m dalla strada provinciale, questa è di frequente e per lungo tempo preclusa al pubblico transito con grave pregiudizio di incomodo dei veicoli e dei passeggeri".
L'idea era quella di fabbricare il nuovo edificio 300 metri più a monte, in direzione Treviglio, tuttavia con la conseguenza di aprire una nuova via d'accesso ed una nuova porta daziaria. Furono questi costi aggiuntivi a far tramontare l'ipotesi di un altro luogo per la stazione cittadina.
Finalmente nel 1882 prendevano i lavori per la costruzione di una nuova stazione in muratura, in prossimità della vecchia struttura provvisoria che, nel frattempo, era andata distrutta in un incendio il 7 febbraio dello stesso anno.
La stazione si trova anche a poche centinaia di metri dal ponte ferroviario che scavalca il Serio; a partire dal mese di luglio del 1944 questo ponte fu pesantemente e ripetutamente bombardato e distrutto; in tale situazione la stazione di Crema fungeva da capolinea per i treni in partenza per o in arrivo da Treviglio, mentre da e per Cremona i convogli fermavano presso il casello ferroviario del quartiere di San Bernardino.

## Strutture e impianti
La stazione, gestita da RFI, è dotata di un fabbricato viaggiatori composto di tre corpi in muratura. Quello centrale è a due piani, quelli laterali ad un solo piano. Osservando l'edificio dal piazzale, il corpo di sinistra ospita la sala d'aspetto, quello di destra il bar-tabacchi.
Una pensilina protegge i tre ingressi che danno sull'atrio, un'altra pensilina si trova verso il lato della linea per proteggere i passeggeri del primo binario. In linea con la stazione si trovano la colonna idraulica (che un tempo riforniva di acqua le locomotive a vapore) e la vecchia abitazione del casellante che governava il passaggio a livello di Viale Santa Maria della Croce.
La stazione è dotata di un piazzale binari composto da due binari passanti e uno per le precedenze; è presente anche un binario tronco in direzione Treviglio, inutilizzato. La stazione è stata oggetto di una ristrutturazione durata fino al 2023, durante la quale è stata demolita la banchina di accesso al binario 2, sono state riqualificate le coperture e banchine di accesso ai binari 1 e 3, ed è stato costruito un nuovo sottopassaggio (dotato di ascensori) per permettere l'accesso al binario 3. Il raccordo ferroviario verso l'ex Acciaieria Ferriera è in disuso, quello per l'ex Arrigoni (poi Van den Bergh e oggi Bakemark) è stato smantellato nel 2007. Permangono alcuni raccordi di servizio verso la Manni Sipre e per lo scalo merci. Quest'ultimo è costituito da un ampio piazzale di fianco alla stazione su cui vi sono due binari tronchi in direzione Cremona e un fabbricato di gestione merci.

## Servizi
La stazione, che RFi classifica nella categoria silver, dispone di:
- Biglietteria
- Bar
- Servizi igienici
- Sala di attesa

Con la fine del 2007 le Ferrovie dello Stato cessavano la gestione diretta del servizio di biglietteria. Dopo oltre un anno di lavori di adeguamento vi si sono insediati nel mese di febbraio 2009 gli uffici e lo sportello delle Autoguidovie, che effettuano anche la vendita di servizi ferroviari.